# 1877 en Nouvelle-Écosse
Chronologie de la Nouvelle-Écosse
- 1873
- 1874
- 1875
- 1876
- 1877
- 1878
- 1879
- 1880
- 1881

Cette page concerne les événements survenus en 1877 dans la province canadienne de la Nouvelle-Écosse.

## Politique
- Premier ministre : Philip Carteret Hill (Parti libéral)
- Chef de l'Opposition : Simon H. Holmes (Parti conservateur)
- Lieutenant-gouverneur : Adams George Archibald
- Législature : 26e (en)

## Événements
- 4 décembre : le conservateur John Sparrow David Thompson remporte l'élection partielle d'Antigonish (en) à la suite de la démission du même parti John J. McKinnon (en).

## Naissances
- 5 janvier : Edgar Nelson Rhodes, premier ministre de la Nouvelle-Écosse.

## Décès
- 2 janvier : Jonathan McCully, politicien.